# War of the Worlds – Die Vernichtung
War of the Worlds – Die Vernichtung (Originaltitel: War of the Worlds: Annihilation) ist ein US-amerikanischer Katastrophenfilm aus dem Jahr 2021 von Maximilian Elfeldt, der auch für den Filmschnitt mitverantwortlich war.

## Handlung
Die Erde wird Opfer eines Meteoritenschauers. Das plötzliche Naturphänomen konnte nicht einmal die permanente Überwachungstechnik der NASA erkennen. Nun schlagen der Reihe nach die Himmelskörper überall auf der Erde ein und setzen beim Einschlag ein für Menschen giftiges Gas frei. General Skuller glaubt nicht an eine Naturkatastrophe und behauptet, dass es sich um einen gezielten Angriff einer außerirdischen Lebensform auf die Erde handelt. Als größte Gegnerin seiner Theorie entpuppt sich die Cyber-Ops-Spezialistin Ashlaya Wellish.
Skuller sollte Recht behalten und so erscheinen am Himmel riesige Raumschiffe und eine Gruppe Außerirdischer von einer fremden Galaxie landet auf der Erde. Die dort herrschende Atmosphäre und auch die vorhandene Vegetation sind für sie perfekt und sichern ihr Überleben. Wenig später bringen sie weiteres Chaos über die Erde. Ashlaya, die nach Wiedergutmachung bestrebt ist, stößt auf eine Lösung um die Alienattacke abzuwehren.

## Hintergrund
Der Film entstand in Los Angeles. Einige Szenen wurden im Luftfahrtmuseum March Field Air Museum realisiert. Er feierte am 24. Dezember 2021 seine Premiere in den USA. Am 22. April 2022 startete der Film in den deutschen Videoverleih.
2024 erschien mit War of the Worlds – Extinction eine Fortsetzung.

## Rezeption
„Weiterer Krieg der Welten-Abklatsch vom Trash-Studio The Asylum, in dem der ohnehin niedrig angelegte Einfallsreichtum durch einen Neuaufguss von Ideen aus früheren Filmen vollends auf Nullniveau sinkt. Selbst bei geringen Erwartungen erstaunt die Inkompetenz von Regie und Drehbuch.“

TV Movie bezeichnete Regisseur Maximilian Elfeldt als „Low-Budget-Profi“. Voices from the Balcony nennt den Film „für einen Asylum-Film überraschend gut“ und befindet, dass das „CGI für die verschiedenen außerirdischen Raumschiffe und riesigen mecha-ähnlichen Roboter [...] größtenteils sehr überzeugend“ sind.
Im Audience Score, der Zuschauerwertung auf Rotten Tomatoes, erhielt der Film mangels Abstimmungen keine Bewertung. In der Internet Movie Database hat der Film bei über 350 Stimmabgaben eine Wertung von 2,3 von 10,0 möglichen Sternen (Stand: 18. August 2022).